# Roussneft
Roussneft est une des principales compagnies pétrolières russes. Elle fut fondée et dirigée par Mikhaïl Goutseriev, oligarque russe né en 1958, dont la fortune est estimée à 2.9 milliards de $US. Le chiffre d'affaires de la société en Russie en 2024 s'élève à 3,2 milliards d'euros. 

## Enquête fiscale
Depuis 2005, Roussneft, après Ioukos, est la cible du fisc, du parquet et de la police russe. 

## Rachat de Roussneft
En juillet 2007, Oleg Deripaska, oligarque fidèle de Vladimir Poutine et patron du holding Basic Element et de Rusal, s'est porté candidat au rachat de Roussneft pour un prix bradé de 6 milliards de dollars, alors que Roussneft en vaudrait 11.
L'entreprise est maintenant intégrée à Safmar.